# Mediterranean Shipping Company

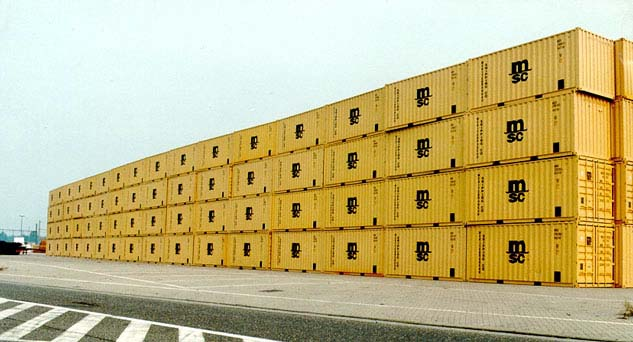
Nous contenidors de MSC.

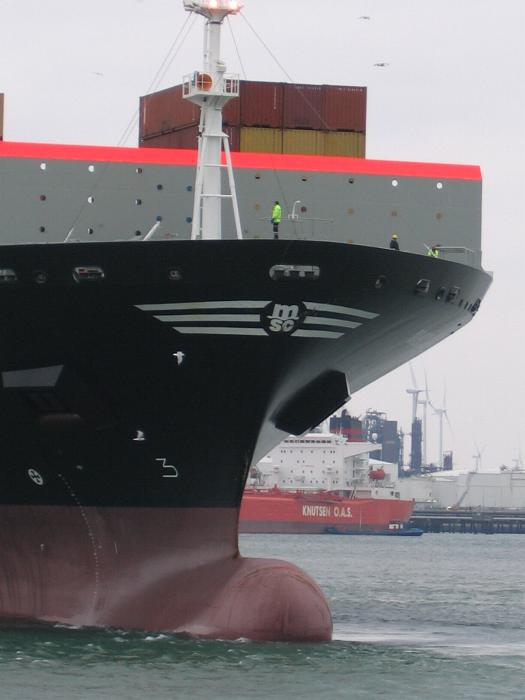
Proa d'un portacontenidor de MSC.

Mediterranean Shipping Company S.A. (MSC) és des de 2022 la primera empresa naviliera del món en termes de capacitat de càrrega dels bucs portacontenidors. El 2022 la companyia operava 645 bucs i tenia una capacitat de transport de 4.284.000 TEU. El juliol de 2023 la capacitat havia pujat fins al 5.161.112 TEUs, equivalent al 19% del mercat. La companyia italiana té la seu a Ginebra i opera en la majoria de ports del món.

## Història
MSC va ser fundada en 1970 com una companyia privada per Gianluigi Aponte quan va comprar el seu primer buc, Patricia, seguit per Rafaela, amb els quals Aponte va començar una línia mercant operativa entre el Mediterrani i Somàlia. La companyia es va expandir mitjançant l'adquisició de bucs de càrrega de segona mà. Al voltant del 1977, la companyia operava al nord d'Europa, Àfrica i l'oceà Índic. L'expansió empresarial va prosseguir durant els anys vuitanta; al final de la dècada, MSC operava línies marítimes a Nord Amèrica i Austràlia.
El 1989, MSC va adquirir l'operador de creuers Lauro Lines, que va ser reanomenat com Mediterranean Shipping Cruises (MSC Cruises) el 1995, i subseqüentment va augmentar el negoci de creuers.
El 1994, la línia marítima va ordenar l'adquisició dels seus primers bucs nous, que van ser lliurats a partir de 1996 amb el MSC Alexa. Van ser construïts per la drassana italiana Fincantieri.

## La companyia a l'actualitat
En l'actualitat MSC serveix a 335 ports en els sis continents. 480 oficines locals en 163 països, que empren a més de 37.000 persones, proporcionen una xarxa d'agències de representació. S'empren bucs de fins a una capacitat de 13.800 TEU, inclosos alguns dels majors portacontenidors, com el MSC Emanuela i el vaixell bessó MSC Beatrice. La companyia roman independent i totalment controlada pel seu president Aponte i la seva família.
Al juny del 2005 va inaugurar a Anvers (Bèlgica) el principal HUB europeu.
La línia marítima ha estat nomenada millor empresa naviliera de l'any 2007 per sisena vegada en onze anys per Lloyds Loading List, que és un assoliment que no ha estat aconseguit per cap altra companyia naviliera. La línia ha emplaçat ordres per a l'adquisició d'onze nous bucs que transportaran fins a 15.000 TEUs cadascun, que els converteix en alguns dels majors portacontenidors del món.
La nova seu de MSC Índia, "MSC House", va ser inaugurada per Diego Aponte el 2008.
La seu de MSC Xipre va ser inaugurada el 8 d'abril de 2009, sent Xipre hub del mercat del transport de contenidors de l'empresa.
MSC també disposa d'una divisió que proporciona els serveis de les tecnologies de la informació (TU) que requereix la companyia, Interlink Transport Technologies Inc., que té la seva base a Warren, Nova Jersey.
El 15 de febrer de 2011 va sobrepassar a A.P. Møller-Mærsk Line com la primera companyia en TEU.

## Flota
- MSC Arica
- MSC Beatrice
- MSC Chitra
- MSC Dalton
- MSC Daniela
- M Danit
- MSC Napoli
- MSC Michaela
- MSC Maeva
- MSC Oscar
- MSC Pamela
- MSC Stella
- MSC Vanessa
- MSC Preziosa
- MSC Regulus
- MSC Nuria
- MSC Flavia
- MSC Algesires
- MSC Sariska
- MSC Prague
- MSC Agrigent
- MSC Channe
- MSC Sofia Celeste
- MSC Capella
- MSC Candice
- MSC Trieste
- MSC Katrina
- MSC Katrina
- MSC Nina F

## Filials
MEDWAY (companyia de transport ferroviari)